# Evangelische Stadtkirche Ratingen

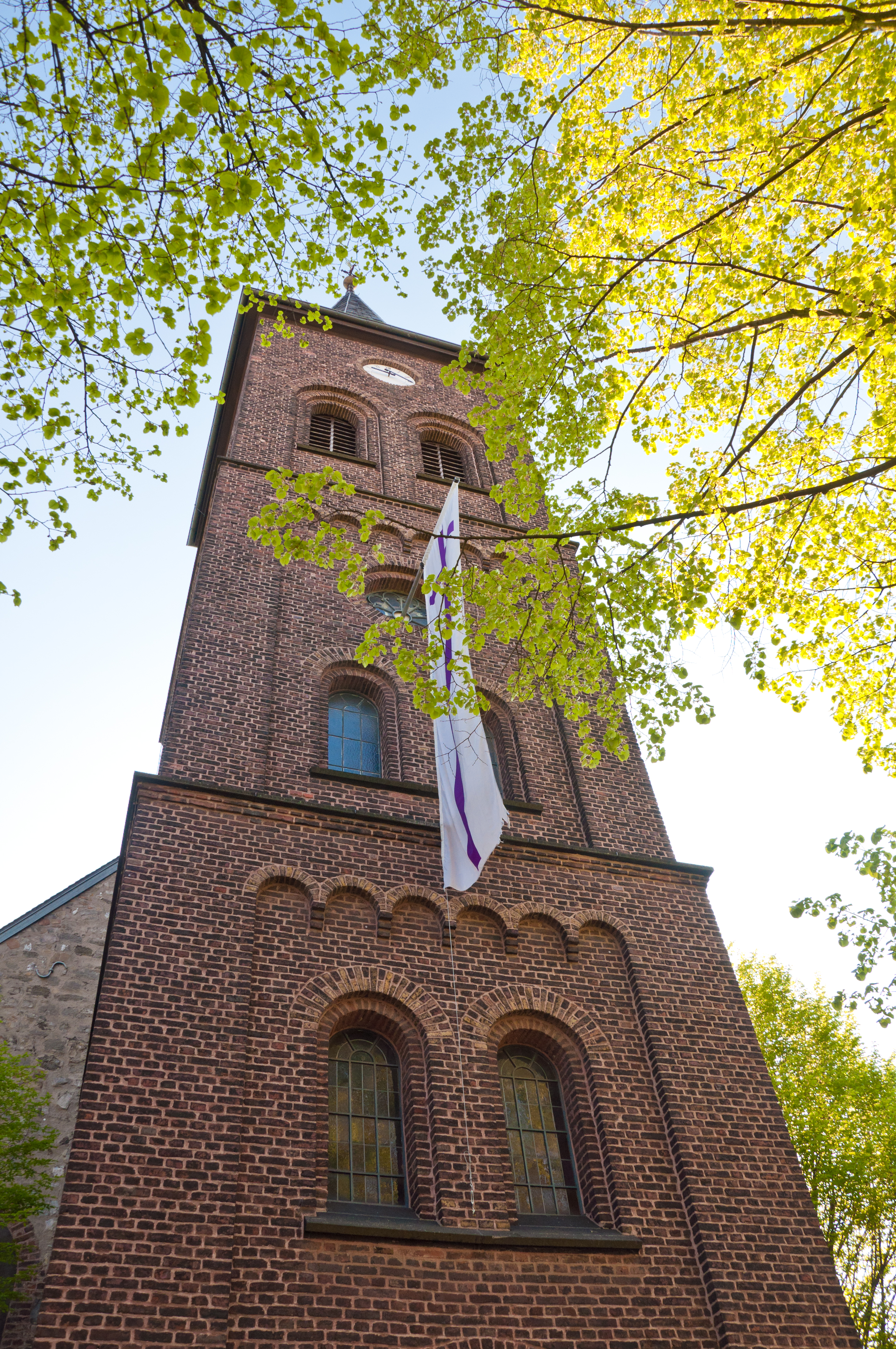
Turm der evangelischen Stadtkirche

Die Evangelische Stadtkirche in Ratingen ist der älteste reformierte Kirchenbau im ehemaligen Herzogtum Berg. Die barocke Kirche wurde in den Jahren von 1668 bis 1687 errichtet und 1856 durch den Westturm ergänzt.

## Geschichte
Seit 1565 besuchten die ersten reformierten Christen die Gottesdienste im benachbarten Kettwig und in Homberg oder versammelten sich in ihren Privatwohnungen. Der brandenburgische Rat Werner Lucas Blaspiell schenkte der reformierten Gemeinde ein Grundstück für den Kirchenbau. Mit dem Bau wurde 1668 begonnen, 1687 war die Kirche notdürftig fertiggestellt. 
Der heutige Turm wurde erst 1856 errichtet. Eine Renovierung der Kirche erfolgte 1966.
Im Jahr 1817 erfolgte die Vereinigung der reformierten mit der lutherischen Kirchengemeinde.
Die Kirchengemeinde ist in vier Bezirke eingeteilt und umfasst 13.757 Gemeindemitglieder (Stand: 2014).

## Architektur
Die in etwa geostete Saalkirche mit geradem Abschluss hat ein Satteldach und wird durch große Rundbogenfenster belichtet. Im Osten sind zwei bunte Bleiglasfenster eingelassen. An der Südostecke ist eine kleine Sakristei angebaut, die durch eine rundbogige Tür in der südlichen Ostwand zugänglich ist.
Die drei Geschosse des eingezogenen Westturms aus Backstein springen nach oben leicht zurück. Die beiden Untergeschosse haben Ecklisenen, die in Rundbogenfriese übergehen, an der Westseite je ein rundbogiges Zwillingsfenster und zudem ein Rundfenster im zweiten Obergeschoss, im Erdgeschoss ein südliches und ein nördliches rundbogiges Fenster. Das Glockengeschoss hat an jeder Seite über den zwei rundbogigen Schalllöchern ein Zifferblatt für die Turmuhr. Darüber erhebt sich ein achtseitiger Spitzhelm, der über dem Turmkreuz statt von dem üblichen Wetterhahn von einem Posaune blasenden Engel bekrönt wird. Das Erdgeschoss des Turms dient als Haupteingang. Das rundbogige Westportal hat oben ein Halbkreisfenster. An den Langseiten erschließen rechteckige Nebenportale das Kircheninnere.

## Ausstattung
Der Innenraum wird von einem hölzernen Tonnengewölbe abgeschlossen, das von freistehenden achtseitigen Pfeilern getragen wird, wodurch der Eindruck einer dreischiffigen Anlage entsteht. Die barocke Innenausstattung ist nicht erhalten, sie wurde 1966 durch schlichte moderne Einrichtungsgegenstände ersetzt. Die Westempore dient als Aufstellungsort für die Orgel. Diagonal verlaufende Emporen reichen bis über das erste Rundbogenfenster hinaus.
Die Kanzel steht mittig vor den Ostfenstern, davor der Abendmahlstisch, links das Lesepult, rechts das Taufbecken. Das Kirchengestühl reicht an den Langseiten bis an die Pfeiler. Der große mittlere Sitzblock ist von zwei Seiten zugänglich.

### Orgel
Auf der Empore befindet sich die Orgel in einem kunstvoll geschnitzten Eichengehäuse, das 1736 von Thomas Weidtmann für eine andere Kirche geschaffen und für den Orgelneubau in Ratingen übernommen wurde. Der barocke Prospekt ist fünfachsig gegliedert. Das Rückpositiv in der Emporenbrüstung ist die Verkleinerung des Hauptwerks. Das Hauptwerk hat einen überhöhten  mittleren Rundturm und außen zwei Ecktürme, dazwischen zweigeschossige Flachfelder, während der Mittelturm des Rückpositivs eckig ist und von zwei Rundtürmen flankiert wird. Das Gehäuse wird von aufwändigem Schnitzwerk verziert. Im Zuge der Innenrenovierung 1966 erbaute die Orgelbauwerkstatt Schuke ein neues Orgelwerk. Das Instrument verfügt über 25 Register, die sich auf zwei Manuale und Pedal verteilen. Die Spieltrakturen sind mechanisch, die Registertrakturen elektrisch. Die Disposition lautet wie folgt:
| I Unterwerk C–g3 |                |       |
| 1.               | Rohrflöte      | 8′    |
| 2.               | Quintade       | 8′    |
| 3.               | Principalflöte | 4′    |
| 4.               | Oktave         | 2′    |
| 5.               | Sesquialter II |       |
| 6.               | Mixtur IV      | 1 ⁄3′ |
| 7.               | Terzcymbel III |       |
| 8.               | Krummhorn      | 8′    |
|                  | Tremulant      |       |

| II Hauptwerk C–g3 |              |       |
| 9.                | Prinzipal    | 8′    |
| 10.               | Gemshorn     | 8′    |
| 11.               | Oktave       | 4′    |
| 12.               | Gedackt      | 4′    |
| 13.               | Nassat       | 2 ⁄3′ |
| 14.               | Waldflöte    | 2′    |
| 15.               | Mixtur IV–VI | 2 ⁄3′ |
| 16.               | Fagott       | 16′   |
| 17.               | Trompete     | 8′    |
|                   | Tremulant    |       |

| Pedalwerk C–g1 |               |       |
| 18.            | Subbass       | 16′   |
| 19.            | Prinzipal     | 8′    |
| 20.            | Gedackt       | 8′    |
| 21.            | Hohlflöte     | 4′    |
| 22.            | Nachthorn     | 2′    |
| 23.            | Hintersatz IV | 2 ⁄3′ |
| 24.            | Posaune       | 16′   |
| 25.            | Schalmei      | 4′    |

- Koppeln: I/II, I/P, II/P
- Spielhilfen: Freie Kombinationen (a–d), freie Pedalkombinationen (e, f)